# Conus suturatus sandwichensis
Conus suturatus sandwichensis is een ondersoort van de zeeslakkensoort Conus suturatus, uit het geslacht Conus. De slak behoort tot de familie Conidae. Conus suturatus sandwichensis werd in 1978 beschreven door Walls. Net zoals alle soorten binnen het geslacht Conus zijn deze slakken roofzuchtig en giftig. Zij bezitten een harpoenachtige structuur waarmee ze hun prooi kunnen steken en verlammen.